# Minas de Riotinto
Minas de Riotinto är en kommun i Spanien.   Den ligger i provinsen Provincia de Huelva och regionen Andalusien, i den sydvästra delen av landet, 400 km sydväst om huvudstaden Madrid. Antalet invånare är 4 112. Arean är 24,0 kvadratkilometer.
Terrängen i Minas de Riotinto är huvudsakligen platt, men norrut är den kuperad.